# 西貢足球會
西贡足球俱乐部，简称西贡FC，是一家位于越南胡志明市的职业足球俱乐部，拥有者为西贡足球发展股份公司，参与越南足球甲级联赛。俱乐部最初位于河内，于2011年建立，2016年迁至胡志明市，2023年解散，主场位于统一体育场。

## 历史
俱乐部成立于2011年，最初是河内T&T的青年梯队，2012赛季获得次级联赛第二名，但由于足协不允许两家关联俱乐部参赛而无法升甲。2013赛季，河内T&T将球队出售给光辉塑料股份公司。2016年4月，俱乐部南迁至胡志明市并更名为西贡FC。
从2020年开始，俱乐部先后与FC东京和FC琉球开展合作，获得大量来自如索尼、日本航空等日本企业的赞助。但与日本球队的合作并不成功，俱乐部在2022年从V1联赛降级，2023年初解散，其在V2联赛的资格被林同收购。

## 荣誉
越南足球甲级联赛：
- 冠军（1）：2015